# The Rock Show
«The Rock Show» (español: «El Espectáculo de Rock») es el primer sencillo del álbum Take off Your Pants and Jacket de la banda norteamericana de pop punk, Blink-182. El sencillo se publicó en julio de 2001, alcanzando el puesto número dos en la lista Alternative Songs y el puesto setenta y uno en el Billboard Hot 100. Fue compuesta por Mark Hoppus después de que su productor le dijera que el nuevo disco necesitaba una canción más alegre para ese álbum. Mark fue a casa esa noche y escribió «The Rock Show», mientras que esa misma noche, Tom escribió First Date (canción).
La canción pertenece a la banda sonora del videojuego Guitar Hero 5

## Antecedentes
Antes de grabar el cuarto álbum de estudio de la banda, Take Off Your Pants and Jacket, Blink-182 grabó demos en DML Studios, un pequeño estudio de práctica en Escondido, California, donde la banda había escrito Dude Ranch y Enema of the State. La banda había escrito una docena de canciones después de tres semanas e invitó al mánager de la banda, Rick DeVoe, a ser la primera persona fuera de Blink-182 en escuchar el nuevo material, que la banda encontró "pegadizo [pero con] un borde definitivo". DeVoe se sentó en la sala de control y escuchó en silencio las grabaciones, y al final presionó a la banda preguntándoles por qué no había "un himno de verano bueno de Blink-182 [cosa]". DeLonge y Hoppus estaban furiosos, comentando: "¿Quieres un puto single? ¡Te escribiré el single de verano más cursi, pegadizo y desechable que hayas escuchado!" Hoppus fue a casa y escribió "The Rock Show" en diez minutos, y DeLonge escribió de manera similar "First Date", que se convirtió en los sencillos más exitosos del álbum y futuros clásicos en vivo. Hoppus escribió la canción basándose en sus recuerdos del club Soma en San Diego. En sus primeros días, Blink-182 realizó docenas de conciertos en el lugar, principalmente en la ubicación de 5305 Metro Street. "Estaba cubierto de grafiti, olía mal, estaba hecho de concreto y metal, así que el sonido era malo y los baños siempre se desbordaban. Era lo mejor, nos encantaba", recordó. Barker recordó que el arreglo de la canción se trabajó en el almacén de Famous Stars and Straps en San Diego. La banda sintió que la canción capturaba "el espíritu de los Ramones y Screeching Weasel," y "[fue] definitivamente influenciada por bandas como los Descendents." Los miembros de la banda ampliaron esto en una entrevista de 2001 con BBC Music: Creo que es como si hubiéramos construido una cápsula del tiempo del punk rock y hubiéramos vuelto atrás cinco años cuando estábamos escribiendo canciones. Escribimos esa canción como una canción de punk-pop de tempo medio sobre una chica, y terminó siendo una de las mejores del disco.

## Videoclip
En el videoclip, sale el dinero del cheque de $500 000 que les dio la discográfica para hacer un vídeo, tirándolo desde las azoteas, ayudando a vagabundos, destruyendo cosas que ellos mismos compraron, como un televisor, y un coche.

## Lista de canciones
1. «The Rock Show»
2. «Time to Break Up»
3. «Man Overboard» (Tom Lord Alge remix)
4. «The Rock Show» (enhanced video)

- Datos: Q2712079